# Alain Marion
Alain Marion (Allauch, 26 dicembre 1938 – Seul, 16 agosto 1998) è stato un flautista francese.

## Biografia
Studiò al Conservatorio di Marsiglia con Joseph Rampal, padre di Jean-Pierre Rampal e quindi al Conservatorio Nazionale Superiore di Parigi.
Alain Marion è stato uno dei grandi flautisti della seconda metà del XX secolo. Egli è stato flauto solista nelle più famose orchestre fra le quali si ricordano l'Orchestre de chambre de l'ORTF, l'Orchestre de Paris, l'Ensemble intercontemporain oltre che de l'Orchestre national de France.
Parallelamente alla sua attività di solista è stato professore di flauto al Conservatorio Nazionale Superiore di Parigi e all'Académie internationale d'été di Nizza.